# Fanny Brate
Fanny Ingeborg Mathilde Brate, née Ekbom le 26 février 1862 et morte le 24 avril 1940, est une peintre suédoise. Ses peintures sont influencées par Carl Larsson.

## Biographie
Fanny Brate est la fille de John Frederic Oscar Gustaf Ekbom, un greffier de la maison du Prince Charles, Duc de Västergötland. En 1880, à l'âge de dix-huit ans, elle est acceptée à l'Académie Royale des Arts, après avoir obtenu son diplôme de Konstfack. En 1887, elle épouse le runologue Erik Brate (1857-1924). Ils ont quatre filles, Astrid (1888-1929), Torun (1891-1993), Ragnhild (1892-1894) et Ingegerd (1899-1952). Après son mariage, elle est contrainte de renoncer à la peinture, mais elle poursuit son implication dans le  monde de l'art suédois en mécène pour d'autres artistes. Elle devient membre de Svenska Konstnärernas Förening (l'association des artistes suédois) en 1891.

## Expositions

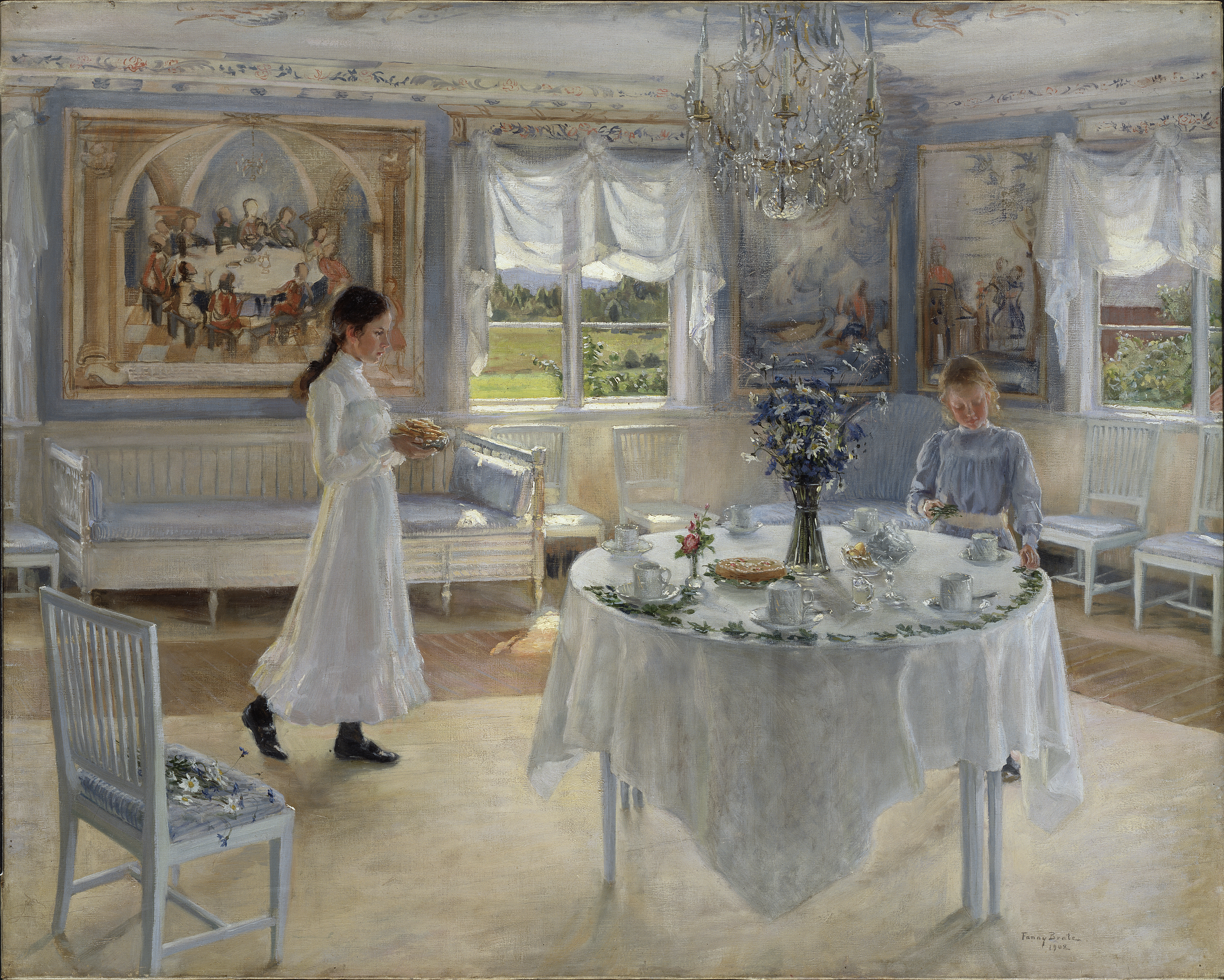
Jour de fête au Nationalmuseum.

- Müsse el Grinden Internationale Kunstausstellung Munich en 1892.
- Grosse Kunstausstellung Berlin en 1900.
- The female art
- Liljevalch, They went to Paris